# 珀西鎮區 (明尼蘇達州基特遜縣)
珀西鎮區（英語：Percy Township）是位於美國明尼蘇達州基特遜縣的一個行政鎮區。

## 歷史
珀西鎮區於1900年設立，得名自早期定居者霍華德·珀西（Howard Percy）。

## 地方資料
珀西鎮區的面積為91.50平方千米，當中陸地面積為90.30平方千米，而水域面積為1.20平方千米。根據2020年美國人口普查的數據，當地共有人口38人，而人口密度為每平方千米0.42人。